# Улица Гайто Газданова
Улица Гайто Газданова — улица во Владикавказе, Северная Осетия, Россия. Улица располагается в Иристонском муниципальном округе Владикавказа между улицами Чермена Баева и Цаголова. Начинается от улицы Чермена Баева.
Улицу Гайто Газданова пересекает улица Гаппо Баева.
Улица названа в честь осетинского писателя Гайто Газданова.
Образовалась в 30-х годах XX столетия. Впервые отмечена на плане города Орджоникидзе от 1937 года как Лесная улица.
15 апреля 1999 года решением Администрации городского самоуправления Владикавказа «в связи с 95-летием со дня рождения выдающегос писателя Гайто Газданова» Лесная улица была переименована в улицу Гайто Газданова.